# Abade (Sao Tomé)
Pour les articles homonymes, voir Abade.
Abade est une localité de Sao Tomé-et-Principe située au centre de l'île de São Tomé, dans le district de Mé-Zóchi. C'est une ancienne roça.

## Population
Lors du recensement de 2012, 129 habitants y ont été dénombrés. 

## Roça
Implantée au fond d'une profonde vallée au cœur de l'île, elle est de type roça-terreiro, organisée autour d'un espace central.
Photographies et croquis réalisés en 2014 mettent en évidence la disposition des bâtiments, leurs dimensions et leur état à cette date.